# Circondario di Lagonegro
Il circondario di Lagonegro era uno dei quattro circondari in cui era suddivisa la provincia di Potenza, esistito dal 1861 al 1927.

## Storia
Con l'Unità d'Italia (1861) la suddivisione in province e circondari stabilita dal Decreto Rattazzi fu estesa all'intera Penisola.
Il circondario di Lagonegro fu abolito, come tutti i circondari italiani, nel 1927, nell'ambito della riorganizzazione della struttura statale voluta dal regime fascista. Tutti i comuni che lo componevano, tranne sei, rimasero in provincia di Potenza.

## Suddivisione
Nel 1863, la composizione del circondario era la seguente:
1. Mandamento I di Chiaromonte
  - Chiaromonte, Fardella, Francavilla in Sinni, San Severino Lucano, Senise, Teana
2. Mandamento II di Lagonegro
  - Lagonegro, Nemoli, Rivello
3. Mandamento III di Latronico
  - Carbone, Castelsaraceno, Episcopia, Latronico
4. Mandamento IV di Lauria
  - Lauria
5. Mandamento V di Maratea
  - Maratea, Trecchina
6. Mandamento VI di Moliterno
  - Moliterno, Sarconi
7. Mandamento VII di Noepoli, già Noia
  - Cersosimo, Noepoli, San Costantino Albanese, San Giorgio Lucano, Terranova di Pollino, San Paolo Albanese
8. Mandamento VIII di Rotonda
  - Castelluccio Inferiore, Castelluccio Superiore, Rotonda, Viggianello
9. Mandamento IX di Rotondella
  - Bollita, Favale San Cataldo, Rotondella
10. Mandamento X di San Chirico Raparo
  - Calvera, San Chirico Raparo, San Martino d'Agri
11. Mandamento XI di Sant'Arcangelo
  - Castronuovo di Sant'Andrea, Roccanova, Sant'Arcangelo
12. Mandamento XII di Tursi
  - Colobraro, Tursi